# Discothyrea testacea
Discothyrea testacea é uma espécie de formiga do gênero Discothyrea, pertencente à subfamília Proceratiinae.